# Delia bipartitoides
Delia bipartitoides is een vliegensoort uit de familie van de bloemvliegen (Anthomyiidae). De wetenschappelijke naam van de soort is voor het eerst geldig gepubliceerd in 2007 door Michelsen.